# Před úsvitem
Před úsvitem je romantický dramatický film z roku 1995, který režíroval Richard Linklater jež byl spolu s Kim Krizan scenáristou. Hlavním protagonistou filmu je mladý Američan Jesse (Ethan Hawke), který potká Francouzku Céline (Julie Delpy) na cestě ve vlaku. Společně vystoupí z vlaku ve Vídni, kde stráví den a noc procházením města a povídáním. Během společných chvilek se do sebe zamilují.
Příběh filmu je některými lidmi považován za minimalistický, protože téměř celou část filmu jsou zabírány pouze oba protagonisti při chůzi a společných hovorech. Tyto rozhovory rozvíjejí názory na život a lásku představitelů. Jesse se chová jako cynik. Céline sama sebe považuje za romantičku, i když s určitými pochybnostmi. Film zachycuje jejich společné odpoledne, noc a ráno. Jesse má na další den koupenou letenku do USA. Skutečnost, že jejich čas je omezený si oba dva uvědomují a to vede k tomu, že o sobě prozradí mnoho osobních věcí, jelikož věří, že se už nikdy neuvidí.
Před úsvitem se dočkal pozitivní kritiky. Postavy Jesse a Céline byly ztvárněny v dalším Linklaterově filmu z roku 2001 Sním či bdím. Pokračování z roku 2004 Před soumrakem, navazuje přímo na tento film. Odehrává se o devět let později po událostech prvního filmu a pokračování z roku 2013 Před půlnocí je opět o stejných postavách posunutý o dalších devět let.

## Příběh
Dne 16. června 1994 se Jesse setká s Céline ve vlaku jedoucím z Budapešti. Všimnou si jeden druhého a začnou si spolu povídat. Jesse se chystá do Vídně, protože potřebuje následující den odletět zpět do Spojených států, zatímco Céline se po návštěvě své babičky vrací na univerzitu v Paříži. Když dorazí do Vídně, Jesse požádá Céline, aby s ním vystoupila. Přesvědčí ji promluvou, že za 10 nebo 20 let možná bude vdaná a nebude spokojená se svým životem a že bude uvažovat, co by se stalo a kam by se její život ubíral, kdyby si vybrala jiného chlapa. Jesse toto považuje za příležitost, aby si ověřil hypotézu, že není odlišný od ostatních mužů a že on sám je nudný a nemotivovaný člověk. Jesseho letadlo příští den odlétá a nemá dost peněz na pronájem hotelového pokoje, takže se rozhodne potulovat po Vídni s Céline.
Po návštěvě několika památek se políbí v horní části Obřího kola ve Vídni při západu slunce. Jak spolu tráví více času, začnou mezi sebou mluvit velice otevřeně. Témata těchto rozhovorů jsou o životě, lásce a náboženství. Tyto témata někdy plynou ze situací, které nastanou při objevování města a potkávání jejich obyvatel. Céline řekne Jessemu, že její poslední přítel se s ní rozešel před šesti měsíci a tvrdí, že „ho milovala až moc“. Následně Jesse prozradí, že do Evropy původně přijel za svojí přítelkyní, která studovala v Madridu, ale hned potom se rozešli. Koupil Eurail průkazku, protože jeho zpáteční odlet byl až za dva týdny.
Když kráčejí podél Dunajského kanálu (Donaukanal), osloví je muž, který chce po dvojici peníze. Nabídne jim, že na oplátku pro ně složí báseň podle slov, které si sami vyberou. Jesse a Céline si vyberou slovní spojení mléčný nápoj (milkshake). Po nějaké chvíli báseň (napsaná pro film básníkem Davidem Jewellem) napíše a přednese ji. Jesse cynicky řekne, že jde o podvrh. Tvrdí, že básník ji měl dopředu vymyšlenou a pouze vyměnil daná slova. O něco později oba představitelé sedí ve tradiční vídeňské kavárně, kde u stolu ze srandy provedou imaginární telefonní hovor při kterém Céline prozradí, že by s ním z vlaku vystoupila i bez přesvědčování. Jesse na oplátku na sebe řekne, že letenku domů si koupil po rozchodu se svojí holkou hlavně pro to, aby unikl od břemena rozhodování.
Jesse a Céline si navzájem přiznají, že jsou k sobě přitahováni díky tomu, že spolu strávili čas a je jim jasné, že se pravděpodobně spolu nikdy už neuvidí. Chtějí zbývající čas nejlépe využít. Ve filmu je nepřímo naznačeno, že mezi oběma došlo k sexuálnímu styku. Po společné noci Jesse řekne, že kdyby si měl vybrat mezi tím, že ji nikdy neuvidí a tím, že se s ní ožení, udělal by to druhé. Konec filmu se odehrává na vídeňském vlakovém nádraží. Když odjíždí Céline vlakem, tak se na poslední chvíli s Jessem dohodnou, že se přesně ve stejný den za šest měsíců setkají na stejném místě. Ani jeden si na druhého nevezme telefonní číslo a film tak končí velkým otazníkem, zda se někdy spolu setkají.

## Obsazení
| Ethan Hawke            | Jesse              |
| Julie Delpy            | Céline             |
| Andrea Eckert          | manželka ve vlaku  |
| Hanno Pöschl           | manžel ve vlaku    |
| Karl Bruckschwaiger    | muž na mostě       |
| Tex Rubinowitz         | druhý muž na mostě |
| Erni Mangold           | věštkyně           |
| Dominik Castell        | básník             |
| Haymon Maria Buttinger | barman             |
| Bilge Jeschim          | břišní tanečnice   |
| Adam Goldberg          | spící muž ve vlaku |

## Produkce
Film Před úsvitem byl inspirován ženou, kterou režisér Richard Linklater potkal v obchodě s hračkami ve Filadelfii v roce 1989. Strávili noc povídáním a chozením po městě podobně jako ve filmu. Původní scénář nespecifikoval, kdo jsou protagonisti ani v jakém městě se děj odehrává. Jelikož je film postaven na dialogu mezi ženou a mužem, považoval za důležité mít za scenáristku ženu. K tomuto úkolu si vybral Kim Krizan, která byla herecky obsazena v Linklaterových předešlých dvou filmech Flákač (původní název Slacker) a Omámeni a zmateni (původní název Dazed And Confused). Linklater „miloval způsob, jakým její mysl pracovala – neustálý proud sebevědomých a inteligentních nápadů“.
Linklater a Krizanová strávili dlouhou dobu nad konceptem filmu a jeho postav. Linklater chtěl prozkoumat vztah dvou lidí, kteří se neznají a zjišťují jací ve skutečnosti jsou. Rozhodl se umístit Jesse a Céline do cizí země, protože „když cestujete, jste mnohem otevřenější zážitkům mimo svou obvyklou říši“. Scénář k filmu napsali za 11 dní.
Linklaterovi trvalo devět měsíců než našel správné herce pro postavy Jesseho a Céline. Režisérovi ze začátku připadal Hawke jako příliš mladý na roli, ale změnil na něj názor, když ho viděl v New Yorku hrát v divadelní hře. U Julie Delpy pro roli Céline neváhal, protože se mu zamlouvala její osobnost. Linklater si uvědomil, že oba herci budou pro roli správní při závěrečných hereckých zkouškách. Poté, co Delpyová a Hawke souhlasili s natáčením filmu, vydali se se do Austinu za Linklaterem a Krizanovou aby s nimi strávili několik dní. V roce 2016 řekla Delpy pro Creative Screenwriting : „Ethan a já jsme to všechno přepsali. Měli jsme původní scénář, i když tomu nebudete věřit, nebyl příliš romantický. Spíše než romantika to byla spousta mluvení. Richard nás najal, protože věděl, že píšeme a chtěl, abychom do filmu vložili tu romantiku. Vymysleli jsme romantickou zápletku a tak jsem dokázala to, že jsem napsala scénář, který byl zfilmován, ale nejsem uvedena v titulcích. Přesto ale pochybuji, že Před úsvitem by byl financován, kdybych na filmu pracovala jako scenáristka.“ I když Delpyová a Hawke nejsou uváděni jako scenáristi u tohoto filmu, jsou uvedeni jako spoluautoři scénáře u dalších pokračování.

## Téma filmu
Před úsvitem má dvě ústřední témata. Ta jsou sebepoznání a seberealize skrze nalezení významného jiného. Závažnost těchto dvou témat je podtržena faktem, že film časově omezuje možnost uskutečnit tuto seberealizaci a sebepoznání na dvanáct hodin. Toto časové omezení je ve filmu vyjádřeno básní „Delusion Angel“, která je o kompletním poznání mezi dvěma partnery ve světě, který je sám o sobě nepoznatelný a který nelze kontrolovat.
Dalším důležitým tématem je spontánní reakce bez jakýchkoliv zábran na své bezprostřední okolí. Jesse a Céline toto téma zdůrazňují jejich činností a sdíleným proudem vědomí, které započalo neplánovým výstupem z vlaku. To jim umožňuje se odprostit od zbytku světa a vstoupit do říše, kde jedinou důležitou věcí je vzájemná přítomnost toho druhého. V závěru filmu, kdy je už ráno tak řekne Jesse Céline poznámku, že vstupují po společné noci zpět do „reálného času“. 
Dalo by se říci, že film sjednocuje svá dílčí témata pod jedno hlavní obecné téma – život. V jedné scéně navštíví Céline a Jesse Friedhof der Namenlosen, hřbitov bezejmenných v Simmeringu. Pohřbení lidé získali po smrti anonymitu. Jak se Céline a Jesse poznávají tak tím prožívají a přijímají život a to je nutí k pozastavení se nad svou vlastní smrtelností. 
Film nechává na divákovi, aby si domyslel zda se protagonisté po šestí měsících setkají. Filmový kritik Robin Wood napsal, že poté, co publikoval esej o filmu (ve výtisku CineAction z roku 1996), Linklater mu napsal, že „ani on, ani protagonisté nikdy nepochybovali o tom, že by se znovu neuviděli.“.
Film se odehrává 16. června v den svátku Bloomsday. 

## Inspirace
Příběh Jesseho a Céline byl inspirován večerem, který Richard Linklater strávil s mladou ženou jménem Amy Lehrhaupt , kterou potkal když cestoval z Filadelfie do New Yorku.  V roce 2010 se Linklater dozvěděl, že tato žena umřela při nehodě motocyklu před vydáním filmu Před úsvitem. 

## Vydání filmu
Před úsvitem měl světovou premiéru na filmovém festivalu Sundance 1995. Film šel do distribuce ve Spojených státech 27. ledna 1995.

### Filmová kritika
Film byl zařazen na 45. mezinárodní filmový festival v Berlíně, kde Linklater získal Stříbrného medvěda za nejlepšího režiséra. 
V době uvedení film získal pozitivní kritiku. Na webové stránce Rotten Tomatoes sto procent kritiků dalo filmu pozitivní hodnocení, průměrné hodnocení založené na 43 recenzí je 8.32/10. Na stránkách Metacritic má film skóre 77 ze 100. Z osmnáctí hodnocení vychází průměrné skóre na 77/100, jde o obecně příznivé hodnocení. 
Filmový kritik Roger Ebert udělil filmu tři ze čtyř hvězdiček. Herecký výkon Julie Delpy zhodnotil velice kladně. 

### Rozpočet a zisk
O premiérovém víkendu film vydělal 1.4 milionu amerických dolarů. Celkově film vydělal 5.5 milionu amerických dolarů, jedná se tak o dvounásobek rozpočtu filmu ($2.5 milionu). 

## Pokračování filmu
Pokračování Před soumrakem vyšlo v roce 2004. Opět mělo veskrze pozitivní hodnocení. Na webu Rotten Tomatoes má doposud 95% hodnocení „Fresh“.  Třetí díl s názvem Před půlnocí byl natočen v roce 2013 a podobně jako jeho předchůdci sklidil úspěch.
Postavy Jesseho a Céline jsou součástí příběhu jiného Linklaterova filmu Sním či bdím. Tento film obsahuje scénu, kdy obě postavy leží v posteli a povídají si o lucidním snění.